# كلكان (مقاطعة ديواندرة)
كلكان (بالفارسية: کلکان) هي قرية تقع في قسم زرينه الريفي (مقاطعة ديواندرة) في إيران. يقدر عدد سكانها بـ 1,113 نسمة .